# The Newz
The Newz je studiové album skotské rockové skupiny Nazareth, vydané v březnu roku 2008.

## Seznam skladeb
Všechny skladby napsali McCafferty/P.Agnew/Murrison/L.Agnew.
1. Goin' Loco - 5:24
2. Day at the Beach - 4:55
3. Liar - 6:43
4. See Me - 4:53
5. Enough Love - 5:49
6. Warning - 4:35
7. Mean Streets - 4:15
8. Road Trip - 2:47
9. Gloria - 5:47
10. Keep On Travellin' - 3:56
11. Loggin' On - 4:47
12. The Gathering - 7:08
13. Dying Breed - 13:23

## Sestava
- Pete Agnew - baskytara, doprovodný zpěv
- Dan McCafferty - zpěv
- Jimmy Murrison - kytara
- Lee Agnew - bicí